# 舒瓦瑟尔府邸

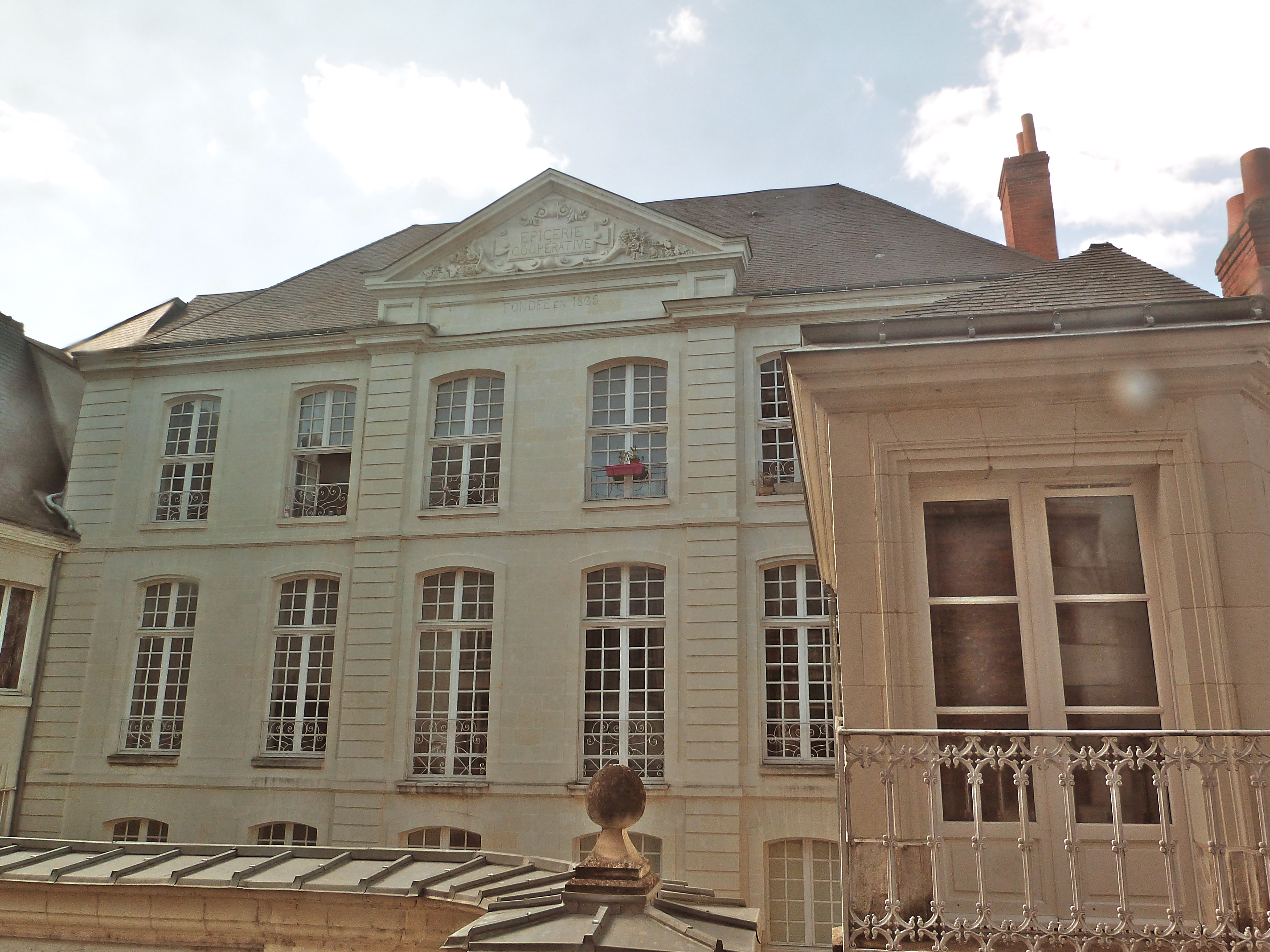

舒瓦瑟尔府邸（Hôtel de Choiseul）是法国图尔的一座历史建筑。1946年列为法国历史古迹.
舒瓦瑟尔府邸位于Briconnet街21号，建于1733年。舒瓦瑟尔公爵在1771年至1774年担任图赖讷省长期间居住于此。